# Johannes Petrus Everout
Johannes Petrus Everout (Amsterdam, 13 maart 1894 - aldaar, 24 november 1968) was een Nederlandse collaborateur die tijdens de Tweede Wereldoorlog handelde in geroofd Joods onroerend goed. Hij werkte zowel als beheerder van Joods onroerend goed in Amsterdam, was als makelaar betrokken bij de verkoop hiervan en was werkzaam als hoofdagent bij de Nationaal-Socialistische ‘Landelijke Hypotheekbank’ in Den Haag. Everout was lid van de Nationaal-Socialistische beweging en was begunstigend lid van de SS.

## Levensloop
Everout werd in 1894 geboren in Amsterdam. In 1906 vertrok hij samen met zijn oudere broer Hieronimus Cornelis Everout naar het jongensinternaat Saint-Louis in Oudenbosch. Everout bleef daar twee jaar waarna hij terugkeerde naar Amsterdam. In 1909 vertrok hij als kwekeling naar Beverwijk. Vanaf 1920 verbleef Everout regelmatig in het buitenland waar hij werkte voor een im- en exportonderneming. Hij woonde onder andere in Lissabon, Málaga en Berlijn. In 1924 huwde hij met Johanna Maria Tempel.
Everout was de zoon van Pieter Everout, die eigenaar was van makelaarskantoor P. Everout aan de Singel 450 in Amsterdam. Het makelaarskantoor was gericht op de bemiddeling bij aan- en verkoop, de huur en verhuur van huizen, het afsluiten van hypotheken, het verrichten van taxaties en het administreren van onroerende goederen. Makelaarskantoor Everout was onder meer betrokken geweest bij de afwikkeling van het nalatenschap van prinses Charlotte van België. In 1929 sloot Everout zich aan bij het familiebedrijf en in 1931 werd hij beëdigd makelaar. Na het overlijden van zijn vader op 8 oktober 1933 zette Everout het kantoor onder dezelfde naam voort.

## Collaboratie
In 1935 werd Everout lid van de Nationaal-Socialistische Beweging en tijdens de bezettingsjaren werd hij begunstigend lid van de SS. Everout droeg vanaf eind 1943 een uniform van de Landwacht. Als lid van de Landwacht kreeg Everout de taak om auto's te controleren die Amsterdam binnen kwamen en wilde verlaten.

### Onroerend goed
Middels een verordening uit 1941 moest Joods vastgoed worden geregistreerd bij de ‘Niederländische Grundstücksverwaltung’ (NGV). Huurders van panden die toebehoorden aan Joden moesten vanaf dat moment de huur storten op de rekening van de beheerder van het pand. Hiervoor ontving de beheerder zo'n 3% provisie. De rest van het geld werd vervolgens overgeschreven naar de Vermögensverwaltungs- und Rentenanstalt (VVRA) en vanaf daar naar de roofbank Lippmann, Rosenthal & Co. Bij de verkoop van een pand ontving de makelaar 2% van de koopsom.  

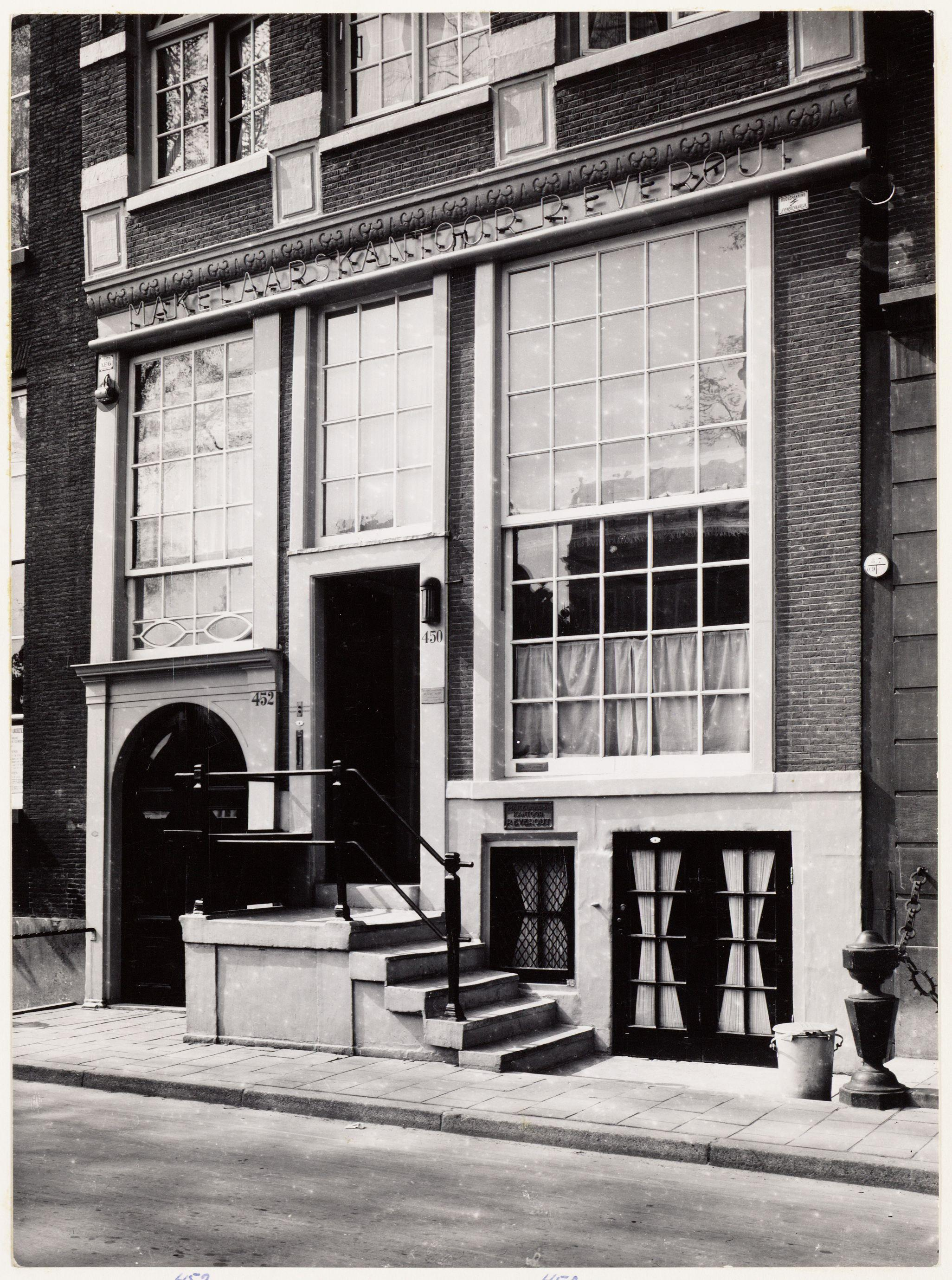
Makelaarskantoor P. Everout, Singel 450, Amsterdam

Kort na de oprichting van de Grundstücksverwaltung bood Everout zijn diensten aan. Everout trad zowel op als beheerder, makelaar en als koper. Hij was volgens de Verkaufsbücher betrokken bij 1905 transacties van in totaal 2200 panden in Amsterdam. Van de panden die gekocht werden, werd ruim 40% dezelfde dag weer doorverkocht waardoor de tussenhandelaar anoniem bleef. De totale opbrengst van de verkopen tussen 1942 en 1945 lag tussen de 40 en 50 miljoen gulden. Aan deze verkopen heeft Everout ongeveer 800 duizend gulden verdiend. Een van de personen aan wie Everout panden aanbood was Emile Hermans, die ook bekend stond als ‘Mr. Eenoog’ nadat hij bij een gevecht een oog was kwijtgeraakt.
Daarnaast was Everout beheerder van zo'n 3000 Amsterdamse panden. Geschat wordt dat hij totaal ruim een miljoen gulden heeft verdiend. Everout was onder meer betrokken bij de verkoop van het pakhuis aan de De Ruijterkade 127 in Amsterdam dat toebehoorde aan Mozes Poppelhouwer, een producent van koosjere kaas. Dit pakhuis werd vervolgens verkocht aan Bernard Carp, directeur van jeneverproducent Erven Lucas Bols.
Huurders die weigerden de huursom aan Everout te betalen, werden regelmatig door hem bedreigd. Hij dreigde met uitzetting en openbare verkoop. Ook eigenaars van huizen die toebehoorden aan gemengd gehuwden werden bedreigd. Als zij hun pand niet onder beheer van Everout zouden stellen, dan zou hij de Joodse partner aangeven bij de Duitse autoriteiten.
In 1942 verhuisde Everout en zijn gezin naar een villa aan het Muzenplein 1 dat hij kocht voor 14.250 gulden. Deze villa was onteigend van Joodse commissionair in effecten Lehman Rudolph Krijn. Krijn en zijn gezin waren hierdoor gedwongen te verhuizen naar een appartement aan de Tugelaweg.
In juni van datzelfde jaar startte Everout samen met A.N.B.O.-directeur Dirk Hidde de Vries ‘Taxatiebureau Everout & De Vries’. Deze onderneming taxeerde onroerend goed, inboedels, bedrijfsinstallaties en antiquiteiten in heel Nederland. Hierna werkten Everout en De Vries vaker samen. Everout werd hoofdagent bij de door De Vries en bankier mr. Henri van Maasdijk in 1943 opgerichte ‘Landelijke Hypotheekbank’.

## Veroordeling
Eind 1944 vluchtte Everout naar Berlijn, waar hij in oktober 1945 werd gearresteerd. In 1946 werd er 12 jaar cel geëist tegen Everout, waarvan hij er 10 jaar moest doorbrengen in een Rijkswerkinrichting. Tijdens de rechtszaak gaf Everout aan in zijn werk als beheerder “geen kwaad” gezien te hebben, omdat hij “de huizen goed wilde beheren”. Diverse getuigenissen en brieven met daarin bedreigingen geschreven door Everout zelf ontkrachtten deze uitspraak. Als onderdeel van zijn straf werd Everout voor het leven ontzet uit het beroep van makelaar. Makelaarskantoor P. Everout werd onder bewind gesteld van mr. Antoon Gerard Lubbers sr.
In 1948 werd Everout overgebracht naar het Huis van Bewaring in Leeuwarden. In 1950 kwam Everout weer vrij en verhuisde hij terug naar Amsterdam. Na de oorlog hield Everout zich als bedrijfseconomisch adviseur bezig met vermogensbeheer en financieel advies. Het pand aan de Muzenplein kreeg de zoon van Lehman Krijn 10 jaar na de bevrijding weer terug in handen.

## In literatuur
In het boek 'Zussen: een oorlogsverhaal' (2017) van Hinke Piersma dat het verhaal beschrijft van drie Joodse zussen wordt Everout genoemd als beheerder van een huis aan de Koninginneweg in Amsterdam waar een van de zussen woont.